# 紅包場
座標: 北緯25度2分36.19秒 東経121度30分23.04秒 / 北緯25.0433861度 東経121.5064000度
紅包場(こうほうじょう、英語: Red Envelope Club、中国語: 紅包場、ピンイン:hóngbāocháng)は台湾のキャバレーの事である。1960年代に上海のキャバレーを模倣して、台北市で誕生した。これらのキャバレーでは、女性歌手が1920年代から1950年代に流行した中国の古い歌を高齢の男性に対して、歌っていた。彼らは国共内戦後の中国大陸から逃れてきた蔣介石率いる中国国民党の軍隊に属している兵士が多かった。当時観客が女性歌手に対して、謝礼の意味合いで紅包にお金を入れて渡した事実に基づき、「紅包場」という名前が付いた。現存している劇場の大半は台北の西門町地区内の漢口街、峨嵋街、西寧南路にある。